# Cyro Cotta Poggiali
Cyro Cotta Poggiali (Rio Novo, 28 de julho de 1922 – Cabo Frio, 9 de abril de 1978) foi um sindicalista e político brasileiro. Foi prefeito do município de Coronel Fabriciano entre 1963 e 1967, além de vereador em Timóteo, onde exerceu a presidência da Câmara Municipal.

## Origem
Cyro Cotta Poggiali nasceu no município brasileiro de Rio Novo, no interior do estado de Minas Gerais, em 28 de julho de 1922, sendo um dos seis filhos de Albina de Magalhães Cotta Poggiali e Quintino Poggiali. No entanto, também viveu em Ubá. Foi casado com dona Marilda e seu filho José Anchieta de Mattos Pereira Poggiali foi prefeito de Timóteo entre 1997 e 2000.

## Vida pública e política
Cyro exerceu função de diretor na Acesita e foi presidente do Sindicato dos Trabalhadores Metalúrgicos de Coronel Fabriciano em 1961, porém renunciou ao cargo poucas semanas depois, após ser pressionado pelo Banco do Brasil. Filiado à União Democrática Nacional (UDN), elegeu-se prefeito de Coronel Fabriciano para a gestão 1963–1967, vencendo o ex-prefeito Rufino da Silva Neto (PTB) por uma diferença de 47 votos. Sucedeu a Raimundo Alves de Carvalho e foi sucedido por Mariano Pires Pontes, ao lado de Lauro Pereira da Conceição como vice-prefeito.

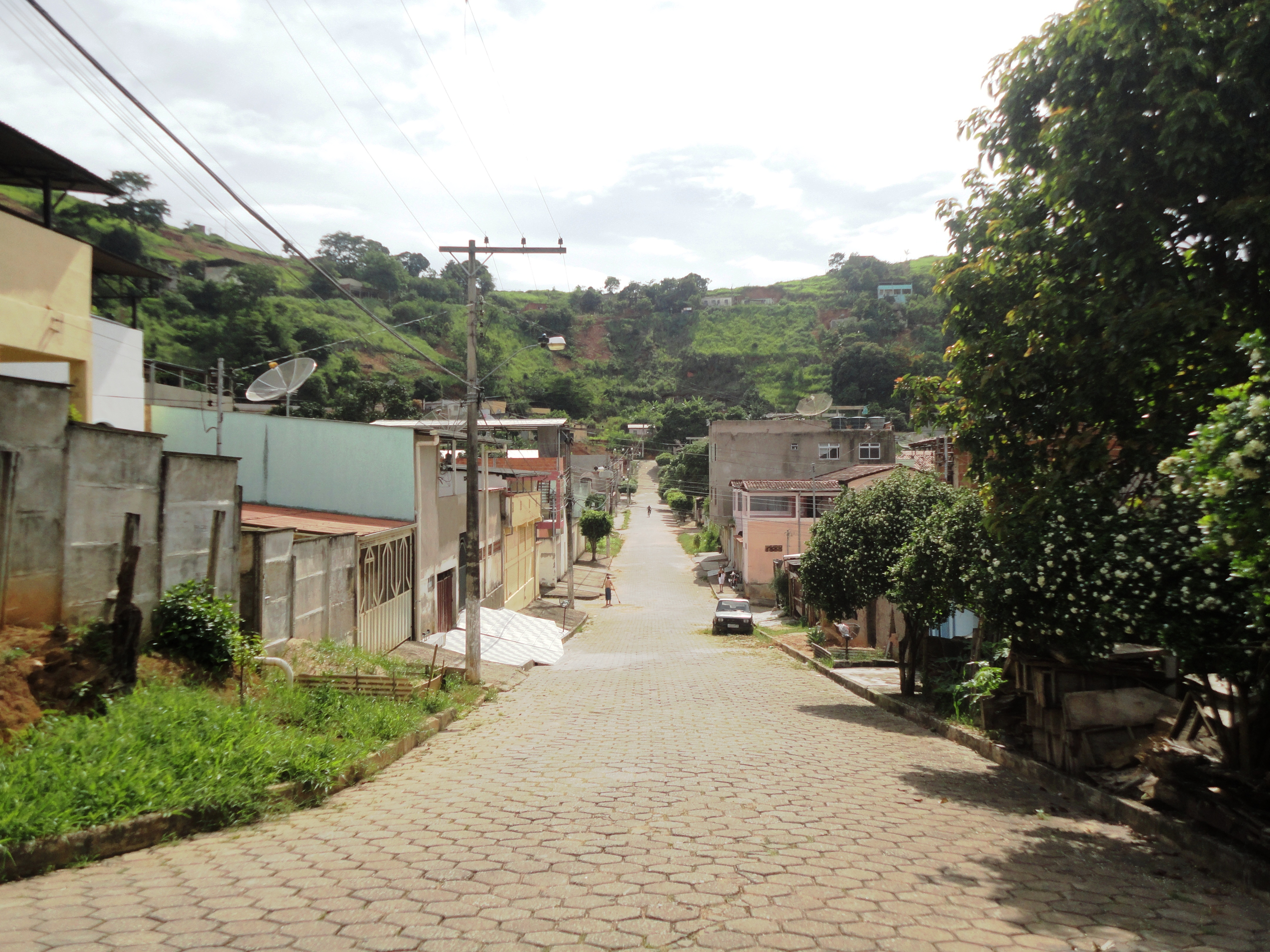
Rua Cyro Cotta Poggiali, no bairro Santa Terezinha, em Coronel Fabriciano. Foto de 2010.

Ocorreu em seu mandato o Massacre de Ipatinga, no então distrito de Ipatinga na manhã de 7 de outubro de 1963, simbolizando o auge da repressão do Estado, responsável por 55% do capital estatal da Usiminas — outros 5% pertenciam a empresários nacionais e 40% a japoneses —, contra a classe operária da empresa em busca de melhores condições trabalhistas. Cyro compareceu ao local na tarde do mesmo dia, em uma caminhonete carregada de água potável e alimentos. Como a área estava cercada, o acesso foi possível somente por meio de estradas vicinais.
Em seu mandato também aconteceu o desmembramento dos distritos de Ipatinga e Timóteo do município de Coronel Fabriciano, oficializado em 29 de abril de 1964, levando o território fabricianense a deixar de sediar os complexos industriais da Usiminas e da Acesita; anexados àqueles municípios, respectivamente. Cyro era aliado do então governador de Minas Gerais José de Magalhães Pinto e posicionava-se contra a emancipação das duas cidades, aprovada em dezembro de 1962, o que contribuiu para que o governador vetasse em primeiro momento a criação dos municípios. Ainda assim, a emancipação ocorreu após o prefeito mostrar apoio a Carlos Lacerda, governador do Rio de Janeiro e rival político de Magalhães Pinto, e devido à forte pressão por parte de políticos e empresários dos ex-distritos.
Em 1965, durante sua gestão, entrou em funcionamento no bairro Giovannini o Cemitério Municipal Senhor do Bonfim. Posteriormente também foi vereador em Timóteo, tendo exercido a presidência da Câmara Municipal. Em junho de 1970, propôs a alteração do nome do município para "Guadalajara", em referência à vitória do Brasil sobre o Uruguai na cidade mexicana de Guadalajara, durante a Copa do Mundo FIFA de 1970. Em sessão tumultuada, a proposta foi aprovada por 6 a 2 entre os vereadores, porém o projeto não procedeu. Cyro veio a falecer no município de Cabo Frio, no Rio de Janeiro, em 9 de abril de 1978. Em assembleia geral da Acesita realizada em 27 de abril do mesmo ano, foi prestado voto de pesar pelo seu falecimento, juntamente ao do também ex-diretor da empresa Emílio Jacques de Morais, falecido na mesma ocasião.